# XT-97
XT-97 (5.56公厘XT97突擊步槍) là loại súng trường tấn công thử nghiệm do xưởng chế vũ khí thứ 205 thuộc Bộ quốc phòng Đài Loan của Trung Hoa dân quốc (Đài Loan) phát triển sử dụng. Loại súng này được giới thiệu lần đầu tại Triển lãm Công nghệ Không gian vũ trụ Đài Bắc năm 2009. Theo giới thiệu thì các khẩu súng có thể thay nòng một cách nhanh chóng trên chiến trường cũng như có thể sử dụng nhiều loại đạn. Báng súng có thể đẩy vào kéo ra cũng như gấp sang một bên. Các thiết kế bên trong có thể tương tự khẩu T65.
XT-97 dự tính được sử dụng cho bộ binh, lính dù, thủy quân lục chiến, pháo binh, công binh cùng các nhóm lái xe cơ giới.